# Dorota Lorska

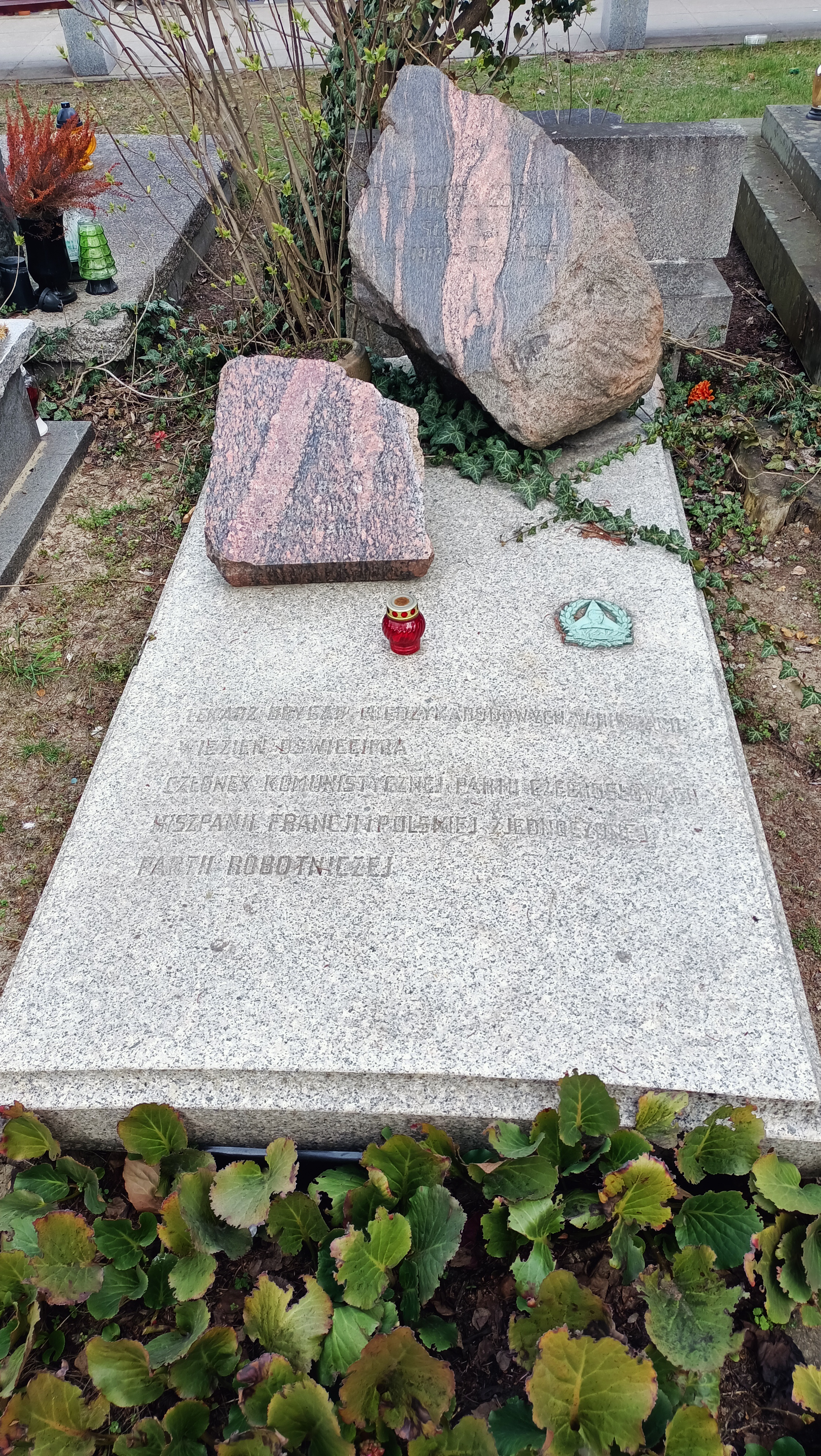
Grób Doroty Lorskiej na cmentarzu wojskowym na Powązkach (2025)

Dorota Lorska z domu Goldszajder (ur. 3 listopada 1913 w Kielcach, zm. 15 października 1965 w Warszawie) – polska lekarka, uczestniczka hiszpańskiej wojny domowej, działaczka konspiracyjna w Auschwitz-Birkenau. Autorka Raportu Sławy Klein dotyczącego eksperymentów medycznych i pseudomedycznych w obozie.  

## Życiorys
Jej ojciec Józef Goldszajder był rzemieślnikiem i działał aktywnie w organizacjach grupujących żydowskich rzemieślników w Kielcach. Gimnazjum ukończyła w 1930 i pomimo trudności finansowych wyjechała na studia do Pragi, gdzie na Uniwersytecie Karola zdobyła wykształcenie medyczne. Od wczesnych lat młodości przejawiała zainteresowanie walką ruchu robotniczego, pozostawała jednak bezpartyjna. W 1937 wzięła fikcyjny ślub, aby jako Dora Klein móc uzyskać obywatelstwo czechosłowackie i wyjechać legalnie do Hiszpanii ze szpitalem polowym im. Jana Amosa Komeńskiego.
W sierpniu 1937 dotarła do Hiszpanii, gdzie jako lekarka rozpoczęła pracę w Służbach Medycznych Brygad Międzynarodowych, działając w wojskowych szpitalach w Benicasim, Mataró i Vic. W Benicasim poznała swojego przyszłego męża dr. Andrzeja Lorskiego i wstąpiła do Komunistycznej Partii Czechosłowacji.
W swoje dwudzieste czwarte urodziny, w listopadzie 1937, została uhonorowana przez szefa szpitala, dr. Tallenberga, który później zginął w akcji. W tym czasie miała cieszyć się dużą sympatią mieszkańców Benicasim, w tym dzieci z pobliskiego sierocińca. Ich serdeczność nie była zaskoczeniem – Dora, jak ją nazywano, często pełniła nocne dyżury, zastępując kolegów, a także aktywnie uczestniczyła w życiu kulturalnym i towarzyskim Czechów, Polaków oraz esperantystów. W krótkim czasie opanowała język hiszpański, organizowała i prowadziła lekcje czytania i pisania, a także regularnie odwiedzała sieroty.
Po ewakuacji z Hiszpanii do Francji w 1939 roku podjęła pracę w Eaubonne koło Paryża oraz organizowała pomoc dla byłych ochotników Brygad Międzynarodowych osadzonych w obozach internowania. Posiadając obywatelstwo czechosłowackie, mogła legalnie przebywać we Francji. Po wkroczeniu Niemców do kraju wstąpiła do ruchu oporu.
Za działalność w ruchu oporu i przynależność do Wolnych Strzelców i Partyzantów Francuskich została aresztowana przez gestapo w lipcu 1943 (wtedy podała, że nazywa się Dobrosława, stąd późniejsze imię Sława). Z obozu przejściowego w Drancy przybyła do KL Auschwitz-Birkenau transportem w dniu 2 sierpnia 1943. Dzięki swoim kwalifikacjom medycznym uniknęła przeznaczenia na ofiarę eksperymentów i została skierowana do pracy w obozowym Instytucie Higieny SS. Opiekowała się więźniarkami oraz dołączyła do obozowego ruchu oporu, w ramach którego sporządzała meldunki na temat niemieckich eksperymentów medycznych. Dzięki jej działalności jeszcze w czasie wojny w polskiej prasie podziemnej ukazał się specjalny raport na ten temat, tzw. Raport Sławy Klein.
Po wyzwoleniu obozu pozostała w nim, organizując szpital dla ocalałych więźniarek, ze szczególnym uwzględnieniem czeskich kobiet, którym pomogła powrócić do Pragi. Jako lekarka Czeskiej Komisji Repatriacyjnej została skierowana przez władze Czechosłowacji do Francji, gdzie zajmowała się poszukiwaniem czeskich dzieci i organizowaniem ich repatriacji do Czechosłowacji. W 1947 powróciła do Pragi, gdzie rozpoczęła pracę jako kierownik przychodni w Zakładach Metalurgicznych CKD – „Sokolovo”.
W tym czasie urodziła syna, Jozefa (1949). Wiosną 1951 miała wrócić do Polski, ponieważ jej przyszły mąż, dr Andrzej Lorski, lekarz Ambasady Polskiej w Pradze, powrócił do kraju pod koniec 1950. W lutym 1951 została jednak aresztowana, niesłusznie oskarżona o szpiegostwo. Nie przyznała się do winy i odmówiła składania zeznań obciążających innych w ramach przygotowywanych procesów.
Opuściła więzienie warunkowo w grudniu 1954, otrzymując przydział do pracy w fabryce SPOFA na stanowisku pakowaczki. 14 października 1955 sąd odmówił wznowienia postępowania w jej sprawie, a następnie odstąpił od „reszty kary” i przywrócił jej prawa obywatelskie. Po oczekiwaniu na zgodę na wyjazd do Polski podjęła pracę w Szpitalu Miejskim w Pradze.
Po powrocie do Polski w 1956 poślubiła Andrzeja Lorskiego i rozpoczęła starania o stypendium specjalizacyjne. Podjęła pracę w Klinice Chorób Wewnętrznych prof. Hartwiga w Warszawie, gdzie uzyskała tytuł specjalisty w marcu 1960. Od maja 1960 pełniła funkcję konsultanta w Poradni Przeciwgruźliczej Instytutu Gruźlicy i Chorób Płuc w Warszawie, jednocześnie pracując jako wolontariuszka na oddziale chorób wewnętrznych. W październiku 1960 została asystentem oddziału, a w 1964 – starszym asystentem. Należała do Polskiej Zjednoczonej Partii Robotniczej
W 1964 jako świadniki zeznawała w procesie Władysława Deringa w Londynie, który był oskarżony o przeprowadzanie operacji na więźniarkach w bloku 10 w Auschwitz-Birkenau.

## Odznaczenia
W 1948 została odznaczona orderem Virtuti Militari, w 1956 Krzyżem Komandorskim Orderu Odrodzenia Polski oraz medalem „Za waszą wolność i naszą”. Otrzymała również od gen. Charlesa ade Gaulle'a francuski Krzyż Wojenny.